# Mohamed Arif
Mohamed Arif (Hithadhoo, 11 agosto 1985 – Male, 25 giugno 2024) è stato un calciatore maldiviano, di ruolo centrocampista.